# Вербівка (Бердичівський район)
Вербі́вка — село в Україні, у Ружинській селищній територіальній громаді Бердичівського району Житомирської області. Кількість населення становить 604 особи (2001). У 1923—2020 роках — адміністративний центр колишньої однойменної сільської ради.

## Загальна інформація
Розміщується на правому березі річки Роставиця, за 22 км північно-східніше Ружина та за 32 км від залізничної станції Зарудинці.

## Населення
У 1863 році налічувалося 794 мешканці, з них 746 православних, 30 римокатоликів та 28 юдеїв.
Відповідно до результатів перепису населення Російської імперії 1897 року, загальна кількість мешканців села становила 1 368 осіб, з них: православних — 1 333, чоловіків — 664, жінок — 724.
Наприкінці 19 століття кількість населення становила 1 391 особу, з них 688 чоловіків та 703 жінки, дворів — 212.
Відповідно до перепису населення СРСР 17 грудня 1926 року, чисельність населення становила 1 636 осіб, з них 795 чоловіків та 841 жінка; етнічний склад: українців — 1 616, росіян — 9, поляків — 4, інші — 7. Кількість домогосподарств — 358, з них несільського типу — 3.
На початок 1970-х років село мало 315 дворів із населенням 1 047 осіб.
Відповідно до результатів перепису населення СРСР, кількість населення, станом на 12 січня 1989 року, становила 761 особу. Станом на 5 грудня 2001 року, відповідно до перепису населення України, кількість мешканців села становила 604 особи.

### Мова
Розподіл населення за рідною мовою за даними перепису 2001 року:
| Мова       | Кількість | Відсоток |
| ---------- | --------- | -------- |
| українська | 604       | 100 %    |

## Історія
Час заснування невідомий. Досить давнє поселення, згадується вже на початку 17 століття, належало до Паволоцького ключа, яким володів у першій половині 16 століття Остафій Дашкевич. Внаслідок шлюбу доньки сестриниці Дашкевича Богдани з князем Остафієм Ружинським, весь спадок Дашкевичів перейшов до Ружинських. По смерті у 1610 році князя Романа Ружинського вся його власність перейшла до вдови, Софії з Корабчеських гербу Остоя. У 1635 році Софія продала всю паволоцьку власність, що складалася з 5 міст та 56 сіл, серед них і Вербівка, підканцлерові коронному Томашеві Замойському. У 1665 році, по смерті останнього з гетьманської лінії Замойських, сандомирського воєводи Яна Замойського, село, разом із цілою паволоцькою власністю, перейшло у власність Станіслава Конецпольського, як спадкоємця Замойських по жіночій лінії. У 1719 році перейшло у спадок до Валевських. Згадується в люстрації Київського воєводства 1754 року як село Паволоцького ключа, що було у посесії Єрлича, який сплачував 7 злотих і 24,5 грошів до замку та 31 злотих і 8 грошів до скарбу. У 1772 році Валевські продали маєток обозному коронному Єжи Любомирському. У 1774 році Любомирські продали Вербівку сандецькому підстолієві Антонові Бонавентурі Конопацькому. У 1805 році цю власність успадкувала його вдова Домініка. По смерті Конопацької Вербівку успадкував її небіж, колишній офіцер польських військ Віктор Завадинський.
У середині 19 століття — село Вербівської волості Сквирського повіту Київської губернії. Розкинулося у гористій та лісистій місцині, біля витоку безіменного струмка, що формував два ставки та впадав за 3 версти до Раставиці, поруч із селом Соколів Брід. До Сквири — 18 верст, за 6 верст — Кривошиїнці. Була католицька парафія, мировий суд — у Паволочі. Східніше села, на межі з Миньківцями, збереглося стародавнє замковище, з валами та ровами, недалеко на південь проходили Змієві вали, які 40 років тому були дуже видимі, але через постійне розорювання вже майже знищені. Понад село проходив старий караванський шлях із Києва до волоського кордону, в Могилеві над Дністром. Земель, разом із Ревухою, 3 281 десятина (у самій Вербівці близько 2 тис. десятин), належала одному власникові, Вікторові Завадинському, католицької віри, котрий отримав цю власність у спадщину у 1849 році. В середині 18 століття збудовано дерев'яну церкву на кам'яному підмурівку, відреставровану у 1840 році, при ній було 40 десятин землі. По смерті Завадинського у 1871 році, село перейшло до київського купця Попова.
Наприкінці 19 століття — власницьке село Верхівнянської волості Сквирського повіту Київської губернії. Відстань до повітового центру, м. Сквира, де розміщувалася також найближча поштова казенна станція — 18 верст, до волосного центру, с. Верхівня, де знаходилася також поштова земська станція — 9 верст, до найближчої залізничної станції Попільня, де знаходилася найближча телеграфна станція — 18 верст. Основним заняттям мешканців було рільництво, крім того селяни підробляли у Києві, Одесі та на залізниці. У селі числилося 2 023 десятин землі, з них 1 212 десятин належало поміщикам, 760 десятин — селянам, церкві — 41 десятина. Село належало М. П. Попову, господарював сам поміщик, застосовував трипільну сівозміну. В селі була православна церква, церковно-парафіяльна школа, водяний млин (належав поміщикові). Пожежна команда мала 1 помпу, 5 діжок та 4 багри.
У 1923 році включене до складу новоствореної Вербівської сільської ради, яка, 7 березня 1923 року, увійшла до складу новоутвореного Ружинського району Бердичівської округи; адміністративний центр ради. Відстань до районного центру, містечка Ружин — 22 версти, до окружного центру в Бердичеві — 70 верст, до найближчої залізничної станції «Попільня» — 18 верст.
На фронтах Німецько-радянської війни воювали 304 селян, з них 170 загинуло, 154 нагороджені орденами й медалями. На їх честь у 1966 році встановлено обеліск Слави.
В радянські часи у селі розміщувалася центральна садиба колгоспу, за яким закріплено 3 049 га угідь, з них 2 872 га ріллі. Господарство мало зерново-буряковий напрямок, розвинуте м'ясо-молочне тваринництво. В селі були восьмирічна школа, будинок культури, бібліотека, медичний пункт, дитячі ясла, 2 магазини.
30 грудня 1962 року, в складі сільської ради, передане до Попільнянського району Житомирської області, 4 січня 1965 року повернуте до складу відновленого Ружинського району.
12 червня 2020 року, відповідно до розпорядження Кабінету Міністрів України № 711-р від 12 червня 2020 року «Про визначення адміністративних центрів та затвердження територій територіальних громад Житомирської області», територію та населені пункти Вербівської сільської ради включено до складу новоствореної Ружинської селищної територіальної громади Бердичівського району. Від 19 липня 2020 року, разом з громадою, в складі новоствореного Бердичівського району Житомирської області.

## Особистості
В селі народилися:
- Аксютіна Елеонора Іванівна (1928—1994) — українська співачка і педагог.
- Якубівський Михайло Михайлович (нар. 1952) — український філолог, поет, етноґраф, журналіст, жертва каральної психіатрії СРСР.